# پشت‌ارژبت
پِشت‌اِرژِبِت (به مجاری:  Pesterzsébet) ناحیهٔ ۲۰ از ۲۳ ناحیهٔ بوداپست در مجارستان است. پشت‌ارژبت ۱۲٫۱۹ کیلومتر مربع مساحت و ۶۵٬۳۲۱ نفر جمعیت دارد.

## خواهرخوانده
- فرانکفورتربرگ، آلمان
- اولجاته کوماسکو، ایتالیا
- بِلین، رومانی
- کریستورو سکوئیسک، رومانی